# Jakub Jaskólski (urzędnik)
Jakub Jaskólski (stracony 15 października 1942 roku w Warszawie) – wyższy urzędnik Ministerstwa Poczt i Telegrafów.
Więziony na Pawiaku, został powieszony w publicznej egzekucji.